# أحمد القصير
أحمد القصير (ولد في 22 أكتوبر 1995 في المنامة، البحرين) لاعب كرة قدم بحريني يجيد اللعب في مركز الوسط المحوري. يلعب حاليا لصالح الخالدية الذي ينافس في الدوري البحريني الممتاز منذ 2021.

## المسيرة الرياضية

### الأندية
في 1 يوليو 2013 تم تصعيد القصير إلى الفريق الأول بنادي المنامة. في موسمه الأول 2013-2014 وفي بطولة الدوري البحريني الممتاز ساهم في احتلال فريقه المركز الثاني الوصيف بفارق نقطة واحدة عن البطل الرفاع. وفي بطولة كأس ملك البحرين ساهم في وصول فريقه إلى الدور الربع النهائي عندما خسر من الشباب 2-3.
في موسمه الثاني 2014-2015 وفي بطولة الدوري الممتاز ساهم في احتلال فريقه المركز الثالث بفارق 7 نقاط عن البطل المحرق. وفي بطولة كأس ملك البحرين ساهم في وصول فريقه إلى الدور الربع النهائي عندما خسر من المحرق 1-3. وفي بطولة كأس الخليج للأندية فشل فريقه في التأهل إلى الدور الربع النهائي بعدما احتل المركز الثالث الأخير في المجموعة الثالثة بفارق 3 نقاط عن صاحب المركز الثاني كاظمة الكويتي.
في موسمه الثالث 2015-2016 وفي بطولة الدوري الممتاز ساهم في احتلال فريقه المركز السابع بفارق نقطة واحدة عن منطقة الهبوط. وفي بطولة كأس ملك البحرين ساهم في وصول فريقه إلى الدور الربع النهائي عندما خسر من المحرق 2-6. وفي بطولة كأس الاتحاد البحريني فشل فريقه في التأهل إلى الدور النصف النهائي بعدما احتل المركز الثالث في المجموعة الثانية بفارق 3 نقاط عن صاحب المركز الثاني الرفاع الشرقي.
في موسمه الرابع 2016-2017 وفي بطولة الدوري الممتاز ساهم في احتلال فريقه المركز الرابع بفارق 3 نقاط عن البطل المالكية. وفي بطولة كأس ملك البحرين ساهم في تتويج فريقه بالبطولة بعدما تغلب في المباراة النهائية على المحرق 2-1 ليحقق القصير أولى بطولاته الشخصية. وفي بطولة كأس الاتحاد البحريني فشل فريقه في التأهل إلى الدور النصف النهائي بعدما احتل المركز السادس في المجموعة الثانية بفارق 6 نقاط عن صاحب المركز الثاني البحرين.
في موسمه الخامس 2017-2018 وفي بطولة الدوري الممتاز ساهم في احتلال فريقه المركز الثالث بفارق 16 نقطة عن البطل المحرق. وفي بطولة كأس ملك البحرين ساهم في وصول فريقه إلى الدور الربع النهائي عندما خسر من النجمة 1-2 في مجموع المباراتين. وفي بطولة كأس السوبر البحريني ساهم في تتويج فريقه بعدما تغلب على المالكية بركلات الترجيح ليحقق القصير ثاني بطولاته الشخصية. وفي بطولة كأس النخبة البحريني فشل فريقه في التأهل إلى الدور النصف النهائي بعدما احتل المركز الثالث الأخير في المجموعة الثانية بفارق نقطة واحدة عن صاحب المركز الثاني النجمة. وفي بطولة كأس الاتحاد الآسيوي فشل فريقه في التأهل إلى الدور النصف النهائي لغرب آسيا بعدما احتل المركز الرابع الأخير في المجموعة الثانية بفارق 11 نقطة عن المتصدر العهد اللبناني.
في موسمه السادس 2018-2019 وفي بطولة الدوري الممتاز ساهم في احتلال فريقه المركز الثاني الوصيف بفارق 6 نقاط عن البطل الرفاع. وفي بطولة كأس ملك البحرين ساهم في وصول فريقه إلى الدور الربع النهائي عندما خسر من المحرق بأفضل الأهداف خارج الأرض بعد التعادل 2-2 في مجموع المباراتين. وفي بطولة كأس النخبة البحريني ساهم في وصول فريقه إلى الدور النصف النهائي عندما خسر من الحد 0-2. وفي بطولة كأس الاتحاد البحريني فشل فريقه في التأهل إلى الدور النصف النهائي بعدما احتل المركز الثاني في المجموعة الثالثة بفارق الأهداف عن المتصدر البحرين.
في موسمه السابع والأخير 2019-2020 وفي بطولة الدوري الممتاز ساهم في احتلال فريقه المركز السادس بفارق 4 نقاط عن منطقة الهبوط. وفي بطولة كأس ملك البحرين ساهم في وصول فريقه إلى الدور النصف النهائي عندما خسر من المحرق 1-3 في مجموع المباراتين. وفي بطولة كأس السوبر البحريني خسر فريقه من الرفاع بركلات الترجيح. وفي بطولة كأس الاتحاد البحريني فشل فريقه في التأهل إلى الدور النصف النهائي بعدما احتل المركز الثاني في المجموعة الثانية بفارق 5 نقاط عن المتصدر الرفاع الشرقي.
في 1 يوليو 2020 انتقل القصير من المنامة إلى الحد البحريني (الدوري الممتاز) في صفقة انتقال حر. في موسمه الوحيد 2020-2021 وفي بطولة الدوري الممتاز ساهم في تتويج فريقه بالبطولة بعدما تصدر الترتيب بفارق نقطة واحدة عن الحد ليحقق القصير ثالث بطولاته الشخصية. وفي بطولة كأس ملك البحرين ساهم في وصول فريقه إلى الدور النصف النهائي عندما خسر من الأهلي بركلات الترجيح. وفي بطولة كأس الاتحاد البحريني فشل فريقه في التأهل إلى الدور النصف النهائي بعدما احتل المركز الرابع في المجموعة الأولى بفارق 6 نقاط عن المتصدر الرفاع الشرقي. وفي بطولة كأس الاتحاد الآسيوي وبعد مضي جولتين من دور المجموعات تم إلغاء البطولة بسبب انتشار جائحة كورونا.
في 1 يوليو 2021 انتقل القصير من الحد إلى الخالدية البحريني (الدوري الممتاز) في صفقة انتقال حر. في موسمه الأول 2021-2022 وفي بطولة الدوري الممتاز ساهم في حصد فريقه 18 نقطة من 10 مباريات محتلا المركز الثالث. وفي بطولة كأس ملك البحرين ساهم في وصول فريقه إلى الدور النصف النهائي بعدما تغلب في الدور الربع النهائي على الحد 3-0. وفي بطولة كأس الاتحاد البحريني فشل فريقه في التأهل إلى الدور النصف النهائي.
في 2 فبراير 2022 انتقل القصير من الخالدية إلى النجمة البحريني (الدوري الممتاز) بالإعارة حتى نهاية الموسم. في موسمه الوحيد 2021-2022 وفي بطولة الدوري الممتاز ساهم في احتلال فريقه المركز العاشر الأخير بفارق 9 نقاط عن منطقة الأمان وبالتالي الهبوط إلى الدرجة الثانية. وفي بطولة كأس ملك البحرين خسر فريقه في الدور النصف النهائي من الخالدية 0-2. وفي بطولة كأس الاتحاد البحريني فشل فريقه في التأهل إلى الدور النصف النهائي. في 30 يونيو 2022 انتهت إعارة القصير للنجمة وعاد إلى ناديه الخالدية.
في 3 أغسطس 2022 انتقل القصير من الخالدية إلى الحد البحريني (الدوري الممتاز) بالإعارة لمدة موسم واحد. في 5 سبتمبر 2022 تم إلغاء عقد الإعارة وعاد القصير إلى الخالدية.
في 6 سبتمبر 2022 انتقل القصير من الخالدية إلى البحرين البحريني (الدوري الممتاز) بالإعارة لمدة موسم واحد. في موسمه الوحيد 2022-2023 وفي بطولة الدوري الممتاز ساهم في احتلال فريقه المركز الحادي عشر قبل الأخير بفارق نقطتين عن منطقة الانتقال إلى ملحق البقاء وبالتالي الهبوط إلى الدرجة الثانية. وفي بطولة كأس ملك البحرين خرج فريقه من مباراته الأولى عندما خسر في الدور الثمن النهائي من المنامة 0-2. وفي بطولة كأس الاتحاد البحريني ساهم في وصول فريقه إلى الدور النصف النهائي عندما خسر من الأهلي بركلات الترجيح. في 30 يونيو 2023 انتهت الإعارة وعاد القصير إلى الخالدية.

## الألقاب
- المنامة (2)
  - كأس ملك البحرين (1): 2017/2016
  - كأس السوبر البحريني (1): 2017
- الحد (1)
  - الدوري البحريني الممتاز (1): 2021-2020